# 8e régiment d'infanterie vieux-prussien
Pour les articles homonymes, voir 8e régiment.
Le 8e régiment d'infanterie prussien est l'un des plus anciens régiments brandebourgeois-prussiens. Il est fondé en 1679 sous le nom de Zieten à pied.

## Histoire générale
Le régiment est créé le 20 février 1679 à partir de recrues des garnisons de Brandebourg. De 1690 à 1697, le régiment est à la solde des Hollandais

## Garnison
Le régiment est basé à Minden à partir de 1683. Entre 1716 et 1792, il est basé à Stettin. 3 compagnies sont stationnées à Varsovie et Łowicz à partir de 1794.

## Chefs de régiment
- 1679-1690 : Johann Anton von Zieten (de)
- 1690-1714 : Antoine-Günther d'Anhalt-Mühlingen
- 1714-1747 : Christian-Auguste d'Anhalt-Zerbst
- 1747-1754 : Hans Otto von Treskow (de)
- 1754-1757 : Georg Friedrich von Amstel (de)
- 1757-1759 : Karl Ferdinand von Hagen (de)
- 1759-1769 : Julius Dietrich von Queis (de)
- 1769-1785 : Levin Friedrich von Hacke (de)
- 1785-1786 : Johann Georg Wilhelm von Keller (de)
- 1786-1791 : Johann Andreas Anton von Scholten (de)
- 1791-1795 : Franz Otto von Pirch
- 1795-1806 : Friedrich Leopold von Ruits (de)

## Impact
Le régiment poméranien est l'un des « meilleurs régiments » pendant la guerre de Sept Ans.

## Dissolution
En 1806/07, le régiment fait partie du corps de réserve von L'Estocq, plus tard corps von Blücher. Après la réforme de l'armée prussienne, il devient le 2e régiment de grenadiers dans la nouvelle armée prussienne.

## Uniforme
Au XVIIIe siècle, l'uniforme du régiment se compose d'une veste d'uniforme bleue avec des revers de manches et de jupe rouges et des rabats avec des lisses blanches. La casquette des grenadiers de l'aile est bleue et rouge, avec une garniture en laiton doré et un pompon jaune, blanc et rouge. L'étendard du régiment est noir avec des flammes blanches.